# پارک بتری
پارک بتری (به انگلیسی: The Battery) یک پارک شهری در ایالات متحده آمریکا است که در منهتن واقع شده‌است.